# Amazilia castaneiventris
Amazilia castaneiventris е вид птица от семейство Колиброви (Trochilidae). Видът е застрашен от изчезване.

## Разпространение
Видът е разпространен в Колумбия.